# Olivier Pagès (historien de l'art)
Pour les articles homonymes, voir Pagès.
Ne doit pas être confondu avec Olivier Pagès.
Olivier Georges Pagès est un historien de l'art, peintre, sculpteur et écrivain français, né le 4 septembre 1925 à Paris et mort le 24 décembre 2021 à Ploubazlanec.

## Biographie
Né en 1925 à Paris, Olivier Pagès poursuit des études à Paris au lycée Henri-IV puis à l'École nationale supérieure des beaux-arts et complète sa formation à la Sorbonne par un certificat d'esthétique et science de l'art. En 1947, il est, sans succès, logiste du prix de Rome. En 1950, il suit la Corsham Court International Summer School à Bath. Vige Langevin, la fille de Jules Grandjouan, le prend sous son aile et lui conseille de devenir professeur d'arts plastiques. 
Il enseigne ensuite le dessin puis l'histoire de l'art à Narbonne et à Paris. En 1980, il reçoit les palmes académiques. Il a publié des livres sur les arts et traditions populaires, ainsi qu'un volume sur l'histoire de Ploubazlanec, en collaboration avec Gordon Carter.
Il est aussi peintre, sculpteur et conférencier.
Il est le petit-fils de l'historien Georges Pagès du côté paternel et le petit-fils du chimiste Victor Auger du côté maternel.
Il meurt le 24 décembre 2021 à Ploubazlanec à l'âge de 96 ans.

## Citation
- « Ne te tourmente pas à espérer ce que tu ne peux obtenir, ne cherche pas à éviter ce que tu ne peux éviter. » (Citation de Shakyamuni, rapportée par Olivier Pagès)

## Publications
- Table de Peutinger, 1965.
- Itinéraire d’Antonin, 1968.

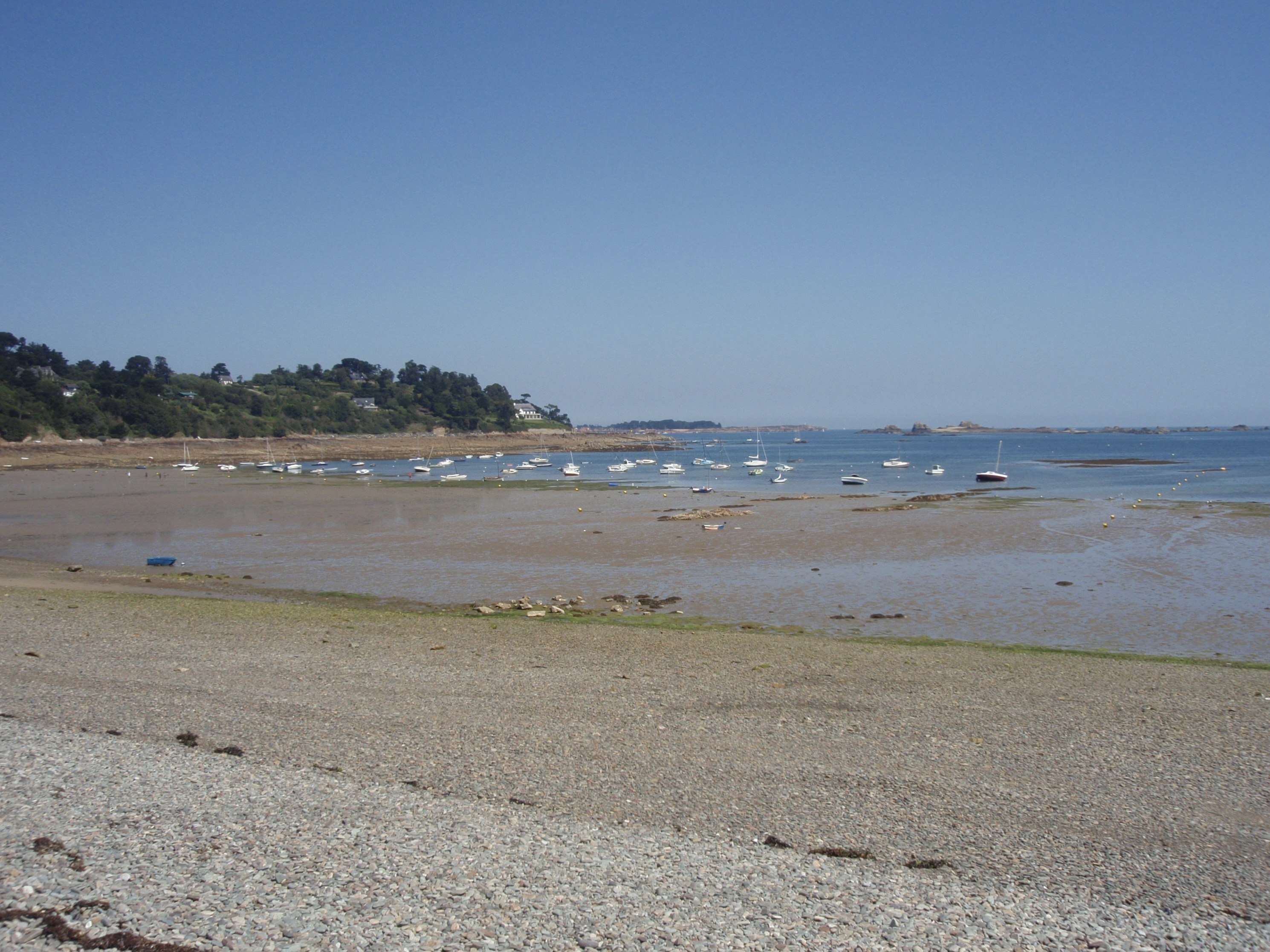
La baie de Launay, à Ploubazlanec.

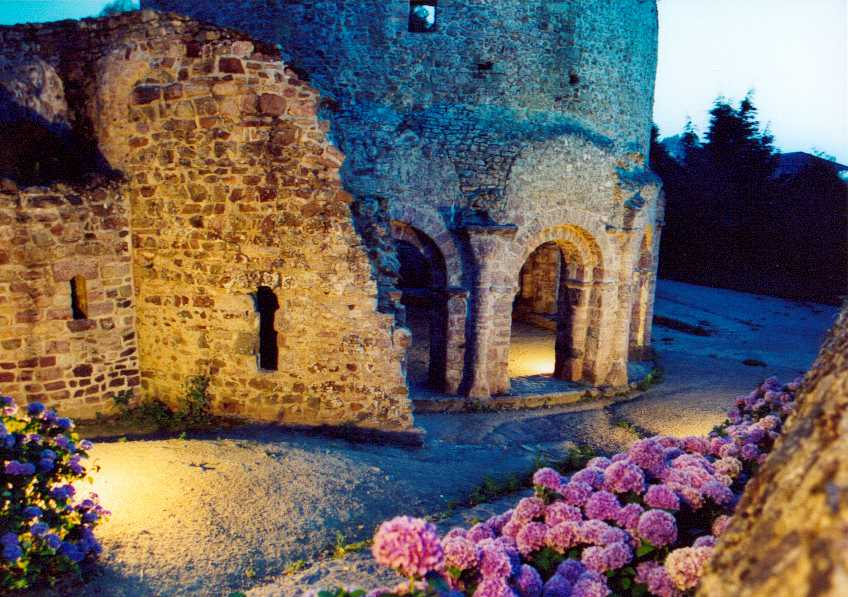
Le temple de Lanleff.

- Croix et calvaires du Goëlo maritime, Paimpol, Cercle culturel du Goëlo, Saint-Brieuc, Collège breton des Côtes-du-Nord, 1983.
- Le temple de Lanleff, Perros-Guirec, la TILV, 1998[5].
- La route de soi, sculpture de Souanin, éditions D2V, 2009.
- La route de soi, peinture de Souanin
- Poèmes: albums à compte d’auteur (Venise, etc.), 2010/2014
  - Venetiana
  - Sotto Vocce
  - Quelques coquilles pour le pagure
  - Ne parle pas si vite, articule!
  - Ramasse-miette
- Ploubazlanec, revivre le passé, par Gordon Carter, édition scientifique par Olivier Pagès, Paris, Soubigou, Paimpol, le Bateau ivre, 2014.
- Nombreux articles dans la presse.